# Royaume de Mapungubwe
Le royaume de Mapungubwe est un ancien royaume d'Afrique du Sud fondé en 1075 et disparu au XIVe siècle, dont les vestiges ont été découverts en 1932. À la suite d'événements inconnus et de déplacements des routes commerciales vers le nord vers 1300, la population de Mapungubwe se disperse. De nos jours, ils sont souvent associés aux peuples Kalanga (Shona), Tshivhula et Venda.
Bien que les habitants locaux aient connaissance du site sacré, Mapungubwe n'est redécouvert par la communauté scientifique et le gouvernement colonial qu'en 1933. La collection d'objets de Mapungubwe (en) trouvés sur le site archéologique est conservée au musée de Mapungubwe à Pretoria.
La région où était établi ce royaume est inscrite depuis 2003 sur la liste du patrimoine mondial de l’UNESCO au titre de « paysage culturel » et est devenue un parc national en 2004.

## Étymologie
Son nom d'origine n'est pas connu. Le site et la capitale sont appelés Mapungubwe selon les conventions de dénomination archéologiques, et étendus au royaume. Mapungubwe signifie « un lieu de (nombreux) chacals ». Dans diverses langues bantoues, « -pungubwe » fait référence aux chacals. Chacal est « phunguwe » en Venda, tandis qu'en Sotho du Nord, il s'appelle « phukubje ».

## Histoire

### Origines
La région est habitée par les San pendant environ 100 000 ans. La première société San a laissé de nombreux arts rupestres San dans toute l'Afrique australe. Les origines du Royaume de Mapungubwe se trouvent à Leopard's Kopje.

#### Schroda (900-1000)
Motivés par le commerce de l'ivoire, certains Zhizo se déplacent vers le sud vers 900 pour s'installer à Schroda, près du fleuve Limpopo. Les San sont en grande partie chassés de leurs terres ancestrales. Les Zhizo élevaient du bétail et pratiquaient l'agriculture. Ils commercent et chassent peut-être avec les San, qui vivent dans des colonies différentes. Schroda est probablement la capitale du Zhizo car elle est la plus peuplée (environ 500 habitants). Le chef est le plus riche et accumule du bétail grâce aux amendes judiciaires, aux confiscations, aux tributs, aux raids et au prix élevé du mariage de l'une de ses filles. Les Zhizo fabriquent des poteries élaborées aux styles variés, d'où leur nom. Les figurines sont utilisées comme accessoires dans les cours scolaires. Ils échangeaient de l'ivoire, de l'or, des peaux de rhinocéros, des peaux de léopard et du fer avec des villes côtières comme Chibuene en échange de perles de verre, de tissus de coton et de soie et de céramiques émaillées.

#### K2 (1000-1220)
Vers 1000, certains membres du peuple Leopard's Kopje se sont déplacés vers le sud pour s'installer à Bambandyanalo (connu sous le nom de K2), tandis que les Zhizo se sont déplacés vers l'ouest pour s'installer à Toutswe, dans l'actuel Botswana. Certains chercheurs pensent que leurs relations sont hostiles et caractérisées par des conflits militaires, mais d’autres insistent sur le fait qu’elles sont plus complexes, tant sur le plan social que politique,. Le peuple Kopje de Leopard parle une forme ancienne de langue shona (en), probablement le kalanga (shona occidental). K2 est la capitale et est probablement divisée en zones résidentielles sous l'autorité d'un chef de famille, le chef ayant la plus grande superficie. Les femmes travaillaient le cuivre, tandis que les hommes travaillent le fer.
Ils cultivent du sorgho, du mil perlé, du mil à chandelles, des haricots moulus et du niébé. La population s'est développée et K2 compte 1 500 habitants en 1 200. La danse de la pluie se généralise dans les populations environnantes. De même, certains Zhizo restés à Leokwe, probablement subordonnés à K2, se sont spécialisés dans ces rituels.
L’immense richesse générée par le commerce de l’océan Indien crée des inégalités sans précédent, évoluant au fil du temps d’une société fondée sur le classement social vers une société fondée sur les classes sociales. L'agencement spatial du K2 est devenu inadapté à ce développement.

### Colline de Mapungubwe (1220-1300)

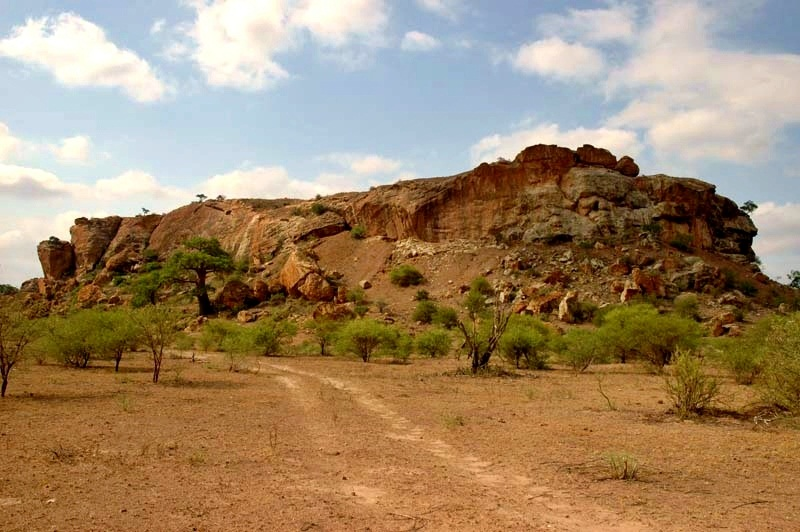
Colline de Mapungubwe

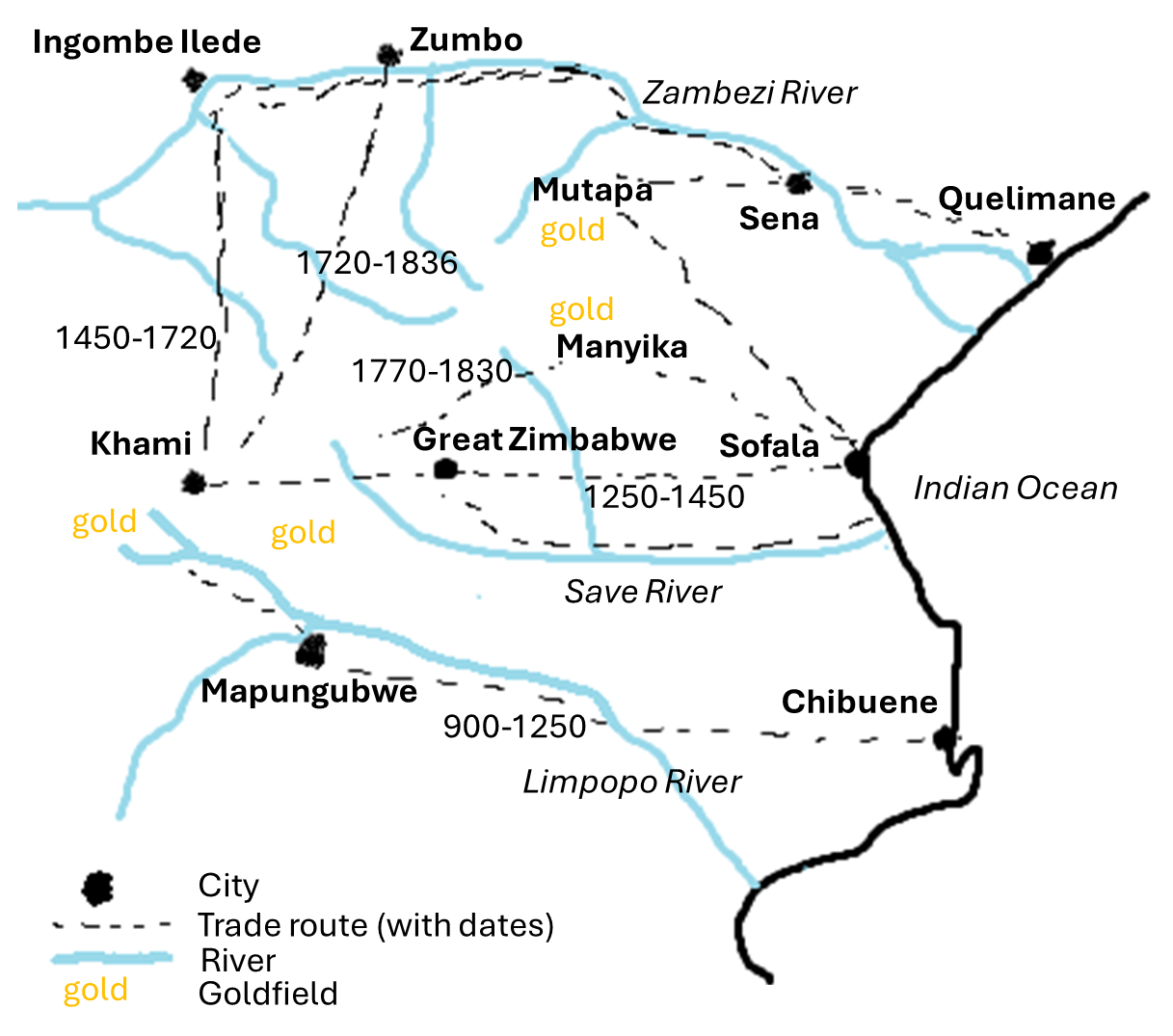
Carte des centres commerciaux et des routes du Zimbabwe précolonial.

Au milieu d'une grave sécheresse qui a probablement troublé la société, les élites royales déplacent la capitale à Mapungubwe et s'installent à son sommet vers 1220, tandis que le reste de la population occupe le pied de la colline de Mapungubwe. Il est possible que l'ancien village soit incendié pour faire place à un nouveau. La colline de Mapungubwe est devenue la seule colline où l'on faisait la pluie, et son habitation par le chef a souligné le lien entre lui-même et la production de la pluie, ce qui est substantiel dans le développement de la royauté sacrée.
Le premier roi (« Shiriyadenga » dans les traditions orales Venda), qui aurait passé la plupart de son temps dans un isolement rituel, avait son palais sur la partie ouest de la colline, et il comprend une pièce où le roi peut recevoir des visiteurs, et une autre où les visiteurs peuvent être examinés, ainsi qu'une hutte pour le devin spécial du roi. En 1250, Mapungubwe comptait 5 000 habitants, avec des colonies tout autour de la colline, formant un cercle protecteur. Le deuxième roi (« Tshidziwelele » dans les traditions venda) a son palais au milieu de la colline, avec les mêmes dispositions que son prédécesseur, cependant sa salle des visiteurs est divisée de manière à séparer les visiteurs du roi, qui aurait parlé par un intermédiaire. Le roi a de nombreuses épouses, dont certaines vivent en dehors de la capitale pour aider à maintenir le réseau d'alliances,.
L'économie est basée sur l'agriculture et, pour une utilisation plus productive des terres, le bétail (auparavant considéré comme le principal indicateur de richesse) est emmené loin de la capitale et autorisé à paître sur les terres d'autres communautés, créant ainsi des liens sociaux et politiques et augmentant l'influence de Mapungubwe. Une grande quantité de richesses est accumulée grâce aux tributs, qui sont payés en récoltes, en animaux et parfois en biens plus rares,. Mapungubwe ne contrôle pas les villages où l'exploitation minière et la fonte sont effectuées, cependant, une certaine quantité d'or est traitée dans l'État. On ne sait pas dans quelle mesure la coercition et le conflit ont joué un rôle dans la croissance et la domination de Mapungubwe, car il est difficile de les reconnaître archéologiquement. Bien que les murs de pierre aient servi à des fins symboliques dans la séparation des élites et des roturiers, ils servaient peut-être aussi à des fins défensives, indiquant que la guerre est conventionnelle. Mapungubwe commerce localement avec Toutswe et Eiland, entre autres, et l'or et l'ivoire sont exportés vers l'océan Indien via Sofala,.
On ne sait pas ce qui a causé l’effondrement de Mapungubwe. Les routes commerciales se sont déplacées vers le nord alors que les commerçants parcouraient la rivière Savé pour atteindre l'intérieur producteur d'or, ce qui aurait considérablement nui à l'économie de Mapungubwe. Il est plausible que la confiance dans les dirigeants ait été perdue au milieu de la division matérielle et spirituelle croissante entre les roturiers et le roi, provoquant une rupture de l'objectif commun et incitant les gens à « voter avec leurs pieds ». Le bassin est abandonné lorsque les gens se sont dispersés vers le nord-ouest et le sud. Ils ne se sont pas regroupés. Au nord, le Grand Zimbabwe, à la limite de l'État de Mapungubwe et doté d'une population distincte, s'est élevé pour devenir son successeur, adoptant le même arrangement spatial élitiste et le même leadership sacré.

## Paysage
Le paysage de l'antique royaume de Mapungubwe se compose de savanes couvertes d’épineux, de grands baobabs et de terrasses de grès s’élevant au-dessus de la plaine. Mapungubwe s’est révélé être le plus grand royaume du sous-continent jusqu’à son abandon au XIVe siècle. Des vestiges des palais et des habitations environnantes sont restés intacts jusqu’à nos jours.

### La vallée du Limpopo
Les restes de cette ancienne société, connue sous le nom de royaume Mapungubwe, dans la vallée de la rivière Limpopo, ont été oubliés pendant plus de sept siècles. Le 8 avril 1932, une tombe d’origine inconnue est découverte dans une région sauvage. Depuis cette découverte, des recherches ont mis au jour l’existence d’une métropole dominée par un roi africain il y a près de 1 000 ans. Personne ne peut dire à ce jour l'identité des habitants de cette région, puisqu’il n’existe pas de traces écrites ni de traditions orales jusqu’à ce qu’on trouve des signes de leur nom, il y a environ 1 000 ans : ceux de Mapungubwe.

### Les vestiges

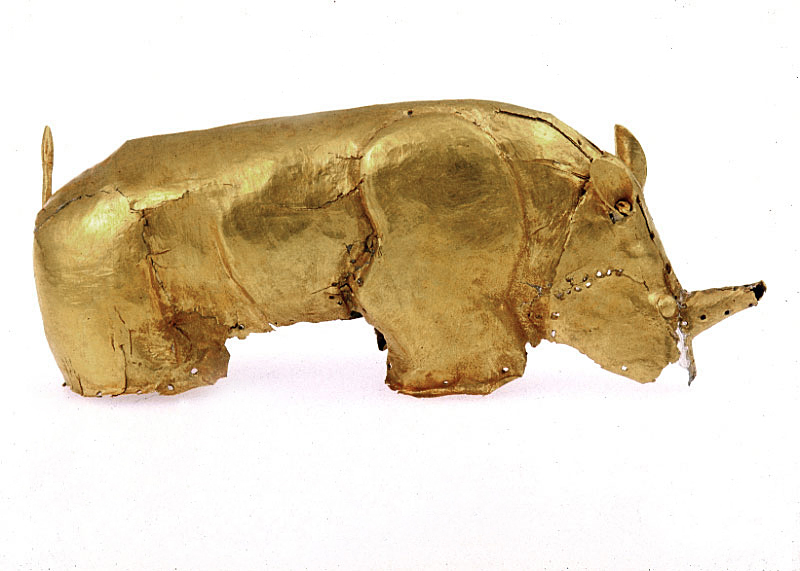
Rhinocéros d'or de Mapungubwe

Trois tombes royales se trouvent au centre d’une large esplanade de 300 mètres de long et 30 mètres de hauteur. Le roi et ses soldats vivaient au sommet de la colline et le peuple aux niveaux inférieurs. Des sceptres en or et des figurines de rhinocéros ont été trouvées dans les tombes. Des colliers en perles de verre étaient portés par les enfants et les adultes. L’analyse des restes humains indique que cette communauté avait un régime alimentaire varié et sain. Ils élevaient des chèvres, des moutons et possédaient des chiens.
Des restes de millet et de coton donnent des indications sur les cultures locales.
Les poteries, le bois, l’ivoire, les os, les œufs d’autruche, ainsi que les coquilles d’escargots étaient échangés ou vendus à des cultures aussi éloignées que la Perse, l’Égypte, l’Inde et la Chine.

## Culture et société

### Organisation sociale
Au cours de la colonisation de K2, la société repose sur les classes sociales, et est l'un des premiers systèmes sociaux basés sur les classes et l'un des premiers exemples de royauté sacrée en Afrique australe. Le chef et les élites habitent au sommet de la colline, tandis que la population se trouvait en contrebas. Il y a quatre chemins qui montent la colline, le principal étant gardé par des soldats, appelés « l'œil » du roi. Les colonies sont divisées en zones résidentielles sous l'autorité des chefs de famille et entourent la colline, formant un cercle protecteur. Le royaume est probablement divisé en une hiérarchie à cinq niveaux en raison de la grande dispersion de la population : chefs de famille, chefs, petits chefs, chefs supérieurs et le roi.
Le roi dort dans une petite cabane en bois, dans un endroit soi-disant secret. Les visiteurs sont isolés du roi. Son entourage comprenait des soldats et des porte-paroles, ainsi que des musiciens qui jouent des mbiras et des xylophones. Ses actions sont ritualisées, de sorte que s’il éternue, un chanteur de louanges le dit à tout le monde. Les épouses sont considérées comme un moyen d'accéder au succès et au statut social, et à ce titre, le roi en a de nombreuses, l'épouse aînée étant responsable. Certaines épouses vivent en dehors de la capitale, pour aider à maintenir le réseau d'alliances.
Mapungubwe a suivi un modèle de peuplement commun à toute l'Afrique australe appelé le « modèle central du bétail ». Le centre de la colonie est le domaine des hommes et comportait une zone pour résoudre les conflits et prendre des décisions politiques, tandis que la zone extérieure est le domaine des femmes et contenait des complexes domestiques. La vie à Mapungubwe est centrée sur la famille et l’agriculture. Des sites spéciaux sont créés pour les cérémonies d’initiation, les activités domestiques et d’autres fonctions sociales. Le bétail vivait dans des kraals situés à proximité des maisons des résidents, ce qui signifiait leur valeur. Les tribunaux appartenaient au chef, mais il n'aurait pas été là, mais plutôt dans un isolement rituel au sommet de la colline. Un frère aurait probablement été responsable et aurait été la deuxième personne la plus puissante du royaume. Seuls les hommes de haut rang sont autorisés à fondre et à travailler le cuivre et l’or. Ces métaux sont associés au pouvoir, à la richesse et à la fertilité, et seules les élites possédaient de l’or. Alors que la plupart avaient accès à des outils en fer, les agriculteurs les plus pauvres utilisaient des outils en pierre et en os.

### Rituels de la danse de la pluie
La danse de la pluie, ou le contrôle de la pluie, vise à provoquer la pluie et à prévenir à la fois les sécheresses et les inondations. Elle repose sur la croyance selon laquelle les humains pouvaient influencer la nature, les esprits ou les ancêtres qui retenaient ou apportaient la pluie. Les San, dont on croyait qu'ils avaient des liens plus étroits avec les anciens esprits de la terre, sont souvent sollicités par d'autres sociétés pour faire pleuvoir la pluie. Les chamans San entraient en transe et se rendaient eux-mêmes dans le monde des esprits pour capturer les animaux associés à la pluie. La communauté de K2 a choisi les San plutôt que les Zhizo, leurs rivaux politiques, parce que les San ne croyaient pas aux ancêtres, et en ne reconnaissant pas les ancêtres des Zhizo, ils ne seraient pas tenus en otage par eux. Les sommets des collines avec des ruisseaux à leur base sont utilisés comme sites pour faire pleuvoir. À mesure que la société est devenue plus complexe, des maisons et des sanctuaires sont construits sur les collines, la pratique devenant alors institutionnalisée. À Mapungubwe, l'élite a tenté de changer le lieu de pratique d'un groupe de collines à une seule ; la colline de Mapungubwe, avec la famille royale comme spécialistes du rituel, signifiant un éloignement du rôle des ancêtres.

## Économie
Des textiles et des céramiques sont produits à Mapungubwe,.
Mapungubwe commerce localement avec Toutswe et Eiland, entre autres. Une source majeure de leur richesse provient du commerce avec l’océan Indien. Sofala devint le principal port commercial, fréquenté par les marchands arabes en raison de la demande accrue d'or à partir du Xe siècle, à la suite de l'émission de pièces d'or par divers États musulmans, européens et indiens. Mapungubwe exporte de l'or et de l'ivoire, tandis qu'un grand nombre de perles de verre sont importées d'Inde et d'Asie du Sud-Est. Le céladon chinois trouvé au palais aurait probablement été un cadeau pour permettre aux étrangers de faire du commerce.
À la fin du XIIIe siècle, les commerçants contournent régulièrement Sofala et Mapungubwe en empruntant la rivière Save (au nord du Limpopo) pour se rendre dans l'intérieur des terres productrices d'or, tandis que Quelimane et Angoche deviennent les principaux centres commerciaux. Cela précipite l’essor du Grand Zimbabwe et est un facteur majeur dans l’effondrement de Mapungubwe.
L'organisation spatiale des Mapungubwe, appelée dzimbahwe en Shona, implique l'utilisation de murs de pierre pour délimiter les zones importantes, ancrant la distinction de classe et offrant un isolement rituel au roi.

## Redécouverte et historiographie
Les habitants locaux connaissaient le site grâce à leurs histoires orales et le considéraient comme sacré et imprégné du pouvoir et de la présence des rois ancestraux, mis en garde par leurs traditions orales contre toute visite ou même tout pointage vers la colline. Au XIXe siècle, Frans Lotrie, d'origine allemande ou néerlandaise, voyagea à travers le sous-continent et fut connu sous le nom de « Wild Lottering », s'installant plus tard près du Limpopo. Au début du XXe siècle, les Van Graans, qui sont des agriculteurs du district de Mopane, ont entendu une légende sur « un homme blanc devenu sauvage, qui avait vécu une vie d'ermite dans une grotte sur les rives du Limpopo » qui avait « escaladé la colline sacrée et y avait trouvé des choses ». Après plusieurs années de recherche du trésor, ils ont contraint en 1933 un guide africain local anonyme et sont repartis avec une équipe. Le guide africain, selon un archéologue en 1937, « tremblait littéralement de peur et a dû être arrêté de force avant de lui indiquer le chemin secret qui montait la colline ». Ils ont découvert des fragments de poterie et des objets en cuivre, en verre et en or, ainsi que la sépulture d'une personne hautement décorée,,.
Les Van Graan n’ont pas déclaré tout ce qu’ils ont trouvé. Le jeune Van Graan, ancien étudiant de l'Université de Pretoria, a rapporté la découverte à un archéologue. L'Université de Pretoria, à l'époque une institution exclusivement afrikaner, a obtenu les droits sur le trésor, et le gouvernement Hertzog a monopolisé le site. Cette découverte contredit le mythe suprémaciste blanc selon lequel l’Afrique est un continent sombre et arriéré qui a besoin d’être « sauvé », ainsi que la croyance selon laquelle les Afrikaners sont des « champions de la civilisation ». Comme cela s’est produit avec le Grand Zimbabwe, le gouvernement a tenté de cacher, de discréditer et de « protéger » le site,.

Le site est déclaré monument national dans les années 1980. L'étude et l'interprétation de Mapungubwe tout au long du XXe siècle ont largement exclu les communautés locales, jusqu'à l'ère post-apartheid qui a vu les descendants et les locaux s'impliquer beaucoup plus à Mapungubwe.